# Tell el-Hesi
Tell el-Hesi (àrab: تل الحسي, Tall al-Ḥasī) és un jaciment arqueològic de 25 acres situat al sud-oest de la ciutat de Qiryat Gat, Israel. Fou la primera excavació important que es feu en la regió de Palestina, en uns estudis dirigits per Flinders Petrie el 1890, que continuaren amb Frederick Jones Bliss el 1891 i el 1892, patrocinats per l'associació Fons per a l'Exploració de Palestina (PEF). En les de Petrie s'empraren per primera vegada l'estratigrafia i la seriació com a sistema per determinar la cronologia del lloc.

## Història
El lloc estigué habitat durant el Neolític en el període previ a l'ús de la ceràmica, fins al període hel·lenístic, encara que no de manera contínua. El poblat tenia una mida de 25 acres en l'edat del bronze, a mitjans del tercer mil·lenni abans de Crist. Després estigué deshabitat fins a mitjans del segon mil·lenni, en el darrer període de l'edat del bronze i romangué habitat durant dos mil anys. Durant la guerra araboisraeliana s'excavà una trinxera en la part alta del tell. Petrie identificà Tell el-Hesi amb un lloc esmentat a la Biblia, Laquix, i Bliss acceptà aquesta identificació, però actualment aquell lloc està identificat amb Tel Laquix. El 1924 William F. Albright proposà que Tell el-Hesi podria ser Eglon, també esmentat a la Bíblia, cosa que també acceptà Yohanan Aharoni en la dècada del 1970, però actualment sembla poc probable.

## Investigacions arqueològiques
El lloc fou descrit per Edward Robinson en el seu llibre de viatges del 1838. Està en un turó elevat a 200 peus per la part oriental i a 60 peus en les altres direccions. El tell era aproximadament quadrangular. La seva forma i alçada ha quedat reduïda pels treballs arqueològics i l'ocupació militar al segle xx.
Les primeres investigacions s'iniciaren el 1890 després el 1892, promocionades pel PEF durant cinc temporades. Bliss rebé instruccions i entrenament per part de Petrie en un jaciment a Meydum, Egipte, després estigué dos anys aplicant el que havia après a Tell el-Hesi. Emprant la seqüenciació de la ceràmica trobada i el pioner concepte de seqüenciar ciutats, Bliss establí la relació amb el context de les altres excavacions arqueològiques al Llevant. L'informe final es publicà el 1891 i més ampliat el 1894. Entre altres troballes hi havia les restes del que s'identifica com un forn per fondre metall, datat en el 1500 aC. Si les teories dels experts són correctes, voldria dir que l'ús d'aire calent en aquesta mena de forns ja es coneixia des d'antic. També s'hi va trobar restes de ceràmica amb inscripcions, de diferents períodes, la més important una tauleta amb inscripcions en cuneïforme. Aquesta tauleta està relacionada amb les Cartes d'Amarna, ja que aquesta tauleta esmenta la mateixa persona que era el governador de Laquix, també esmentada en les cartes d'argila.
El 1970 començà una segona sèrie d'excavacions patrocinades per la fundació American Schools of Oriental Research i el seu president G. Ernest Wright. Els directors encarregats del projecte eren: John Worrell, Lawrence Toombs, Phillip King, Tom Frank, W. J. Bennett, Jr. i Lawrence Stager. Les excavacions es donaren per acabades el 1983. La investigació estigué centrada en dues punts: l'acròpoli amb la seva muralla (caps I i III), i el mur de l'edat del bronze III (EB III) de la part baixa de la vila (camps V, VI i IX).